# Leucographus albovarius
Leucographus albovarius är en skalbaggsart som beskrevs av Waterhouse 1878. Leucographus albovarius ingår i släktet Leucographus och familjen långhorningar.
Artens utbredningsområde är Madagaskar. Inga underarter finns listade i Catalogue of Life.